# Балка Осиковата
Балка Осиковата — річка в Україні, у Кам'янському районі Дніпропетровської області. Права притока Саксагані (басейн Дніпра).

## Опис
Довжина річки 19 км, похил річки — 3,5 м/км. Площа басейну 149 км².

## Розташування
Бере початок біля села Красна Воля.Тече переважно на південний схід через Красноіванівку, Грушуватку і у селі Саксагань впадає у річку Саксагань, ліву притоку Інгульця.
Річку перетинає автошлях Т 0419